# 维拉利耶
维拉利耶（法語：Villalier，法語發音：[vilalje] ⓘ）是法国奥德省的一个市镇，属于卡尔卡松区。

## 地理
维拉利耶（43°15'26"N, 2°24'46"E）面积7.7 平方千米，位于法国奧克西塔尼大區奥德省，该省份为法国南部沿海省份，北起塔恩省，西北接上加龙省，西接阿列日省，南至东比利牛斯省，东临地中海，东北与埃罗省接壤。
与维拉利耶接壤的市镇（或旧市镇、城区）包括：巴尼奥勒、布约纳克、奥尔比耶勒河畔孔克、米内尔瓦地区马尔韦、维勒迪贝尔、维勒穆斯托苏。

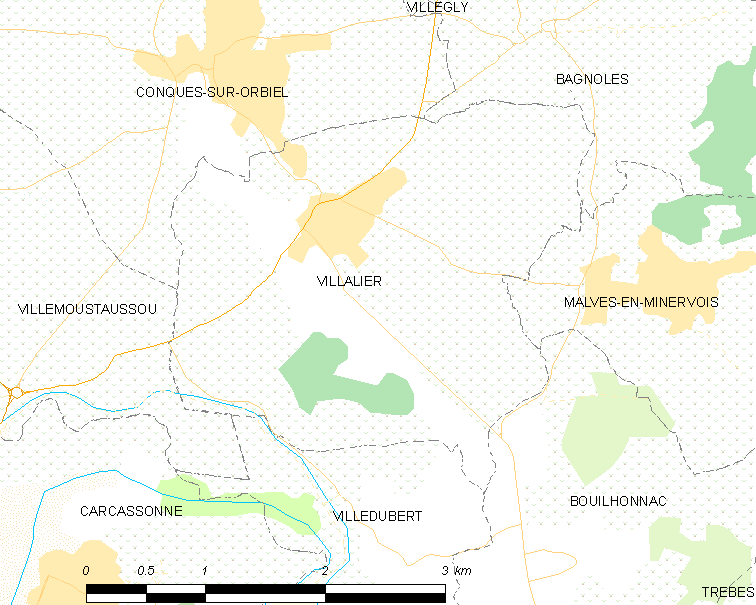
维拉利耶的OSM定位图

维拉利耶的时区为UTC+01:00、UTC+02:00（夏令时）。

## 行政
维拉利耶的邮政编码为11600，INSEE市镇编码为11410。

## 政治
维拉利耶所属的省级选区为奥尔比耶勒河谷县。

## 人口

1962-2008年间维拉利耶人口变化图示

维拉利耶于2022年1月1日时的人口数量为968人。